# 宝塚歌劇団103期生
宝塚歌劇団103期生（たからづかかげきだん103きせい）は、2015年4月に宝塚音楽学校に入学、2017年3月に同校を卒業後、宝塚歌劇団に入団した40名を指す。

## 概要
2015年の音楽学校の受験者数は1063人、合格者40人、競争倍率26.6倍となった。
初舞台の演目は、早霧せいな・咲妃みゆトップコンビ退団公演となる雪組「幕末太陽傳／Dramatic “S”!」。
ラインダンスの振り付けはKAZUMI-BOYが担当。初舞台生の演出を手掛けるのは初となった。
2017年5月30日付で組配属となる。
新人公演主演（ヒロイン）経験者に希波らいと、瑠皇りあ、亜音有星、朝葉ことの、白河りり、羽音みか、夢白あや、瑠璃花夏がいる。
バウホール公演主演（ヒロイン）経験者に希波らいと、朝葉ことの、白河りり、夢白あや、 二葉ゆゆがいる。
東上公演主演（ヒロイン）経験者に夢白あや、瑠璃花夏がいる。
エトワール経験者に朝葉ことの、白河りり、夢白あやがいる。

## 生徒転落死問題
2023年9月30日、入団7年目を迎える宙組娘役だった有愛きいが、宝塚市内の自宅マンション敷地内で倒れているのを発見される。現場の状況から飛び降り自殺を図ったとみられる。これを受け、前日に初日を迎えたばかりの宙組公演「PAGAD／Sky Fantasy!」は、翌日以降の公演が全日程休止となる。
自死した有愛の遺族側は、新人公演のまとめ役だった有愛に対して、劇団が過剰業務を課し、宙組上級生が執拗に叱責したことがパワーハラスメントに該当すると主張し、劇団側に意見書を提出。謝罪を求めた。劇団側は同年11月に調査報告書を公表し、過重労働など劇団側の過失は認めたが、劇団員によるいじめやパワハラは「確認できなかった」とした。また会見で村上浩爾専務理事が「（いじめがあったと言うなら）証拠を見せていただきたい」と発言し、物議を醸した。
2024年3月28日、有愛の遺族と宝塚歌劇団、親会社の阪急阪神ホールディングス、阪急電鉄との間で合意書が締結されたことを発表。遺族側が訴えた15項目のパワハラの内、14項目について認め、阪急阪神HDの角和夫会長が遺族に直接謝罪したことを説明。パワハラには宙組上級生7名、劇団プロデューサー2名、演出担当者1名の計10名が関わっており、このうち6名が遺族に謝罪文を提出したとした。村上浩爾理事長は「劇団がしっかりとハラスメント教育をしなかったことが原因」とし、宙組上級生については処分しないことを明言。同日をもって、死亡した有愛の公式プロフィールが劇団ホームページから削除された。
同年6月より宙組が9か月ぶりに特別公演を再開。ファンからは「一周忌が終わるまでは休止すべき」との疑問の声や、再開初日に追悼の意を表さなかったことへの批判の声があがった。

## 主な生徒

### 現役
- 夢白あや：雪組トップ娘役
- 希波らいと：花組男役
- 瑠皇りあ：月組男役
- 亜音有星：宙組男役
- 朝葉ことの：花組娘役
- 白河りり：月組娘役
- 羽音みか：月組娘役
- 瑠璃花夏：星組娘役
- 二葉ゆゆ：宙組娘役

## 一覧
| 芸名       | 読み仮名        | 誕生日   | 出身地                       | 出身校                           | 身長    | 愛称                 | 役柄 | 配属      | 退団年 | 備考               |
| ---------- | --------------- | -------- | ---------------------------- | -------------------------------- | ------- | -------------------- | ---- | --------- | ------ | ------------------ |
| 花束ゆめ   | はなたば ゆめ   | 9月18日  | 東京都練馬区                 | 東京学芸大学附属国際中等教育学校 | 160cm   | けいか               | 娘役 | 雪組      | 2022年 |                    |
| 瑠璃花夏   | るり はなか     | 7月1日   | 京都府京都市                 | 京都光華高校                     | 160cm   | ちな、るりはな       | 娘役 | 星組      |        |                    |
| 羽音みか   | はおん みか     | 11月28日 | 大阪府大阪市                 | 梅花高校                         | 166cm   | ミカコ、みー         | 娘役 | 月組      |        | 姉は芹尚英         |
| 夢白あや   | ゆめしろ あや   | 8月27日  | 東京都杉並区                 | 明星学園高校                     | 163cm   | アヤカ、もってぃー   | 娘役 | 宙組→雪組 |        |                    |
| 彩路ゆりか | あやじ ゆりか   | 8月4日   | 大阪府豊中市                 | 府立夕陽丘高校                   | 171cm   | みわ                 | 男役 | 月組      |        |                    |
| 侑蘭粋     | ゆらん すい     | 5月14日  | 石川県金沢市                 | 金沢大学附属高校                 | 164cm   | ゆらん               | 娘役 | 星組      | 2024年 |                    |
| 朝葉ことの | あさのは ことの | 10月3日  | 東京都目黒区                 | 八雲学園高校                     | 163cm   | こっちゃん、ことねえ | 娘役 | 花組      |        |                    |
| 星咲希     | ほしさき のぞみ | 1月17日  | 岡山県倉敷市                 | 県立倉敷古城池高校               | 161cm   | のぞみん             | 娘役 | 星組      |        | 姉は希良々うみ     |
| 天咲礼愛   | あまさき れあ   | 2月13日  | 岡山県岡山市                 | 就実高校                         | 162cm   | れなれな             | 娘役 | 雪組      | 2023年 | 姉は天愛るりあ     |
| 涼葉まれ   | りょうは まれ   | 10月15日 | 千葉県我孫子市               | 県立松戸高校                     | 170cm   | まいまい、はまれ     | 男役 | 花組      |        |                    |
| 大河そあ   | たいが そあ     | 11月23日 | 東京都杉並区                 | 成蹊高校                         | 172cm   | スズ、そあ           | 男役 | 雪組      | 2018年 |                    |
| 壮海はるま | そうみ はるま   | 3月31日  | 秋田県秋田市                 | 聖霊女子短期大学付属高校         | 174cm   | しま                 | 男役 | 雪組      |        |                    |
| 聖海由侑   | せいみ ゆう     | 2月12日  | 神奈川県川崎市               | 恵泉女学園中学                   | 169cm   | せー、めぐみ         | 男役 | 雪組      | 2024年 |                    |
| 愛羽あやね | まなは あやね   | 10月18日 | 大阪府大阪市                 | 武庫川女子大学附属高校           | 160cm   | あやねん             | 娘役 | 雪組      |        |                    |
| 紘希柚葉   | ひろき ゆずは   | 4月19日  | 東京都大田区                 | 日本女子大学附属高校             | 173cm   | ゆずは               | 男役 | 星組      |        |                    |
| 希波らいと | きなみ らいと   | 1月13日  | 神奈川県川崎市               | 日本大学中学                     | 175cm   | らいと               | 男役 | 花組      |        |                    |
| 詩希すみれ | しき すみれ     | 10月17日 | 東京都調布市                 | 東洋英和女学院高等部             | 161cm   | あきのん、のんたん   | 娘役 | 花組      |        | 母は霧原翔子       |
| 碧咲伊織   | あおさき いおり | 7月30日  | 愛知県春日井市               | 名古屋国際高校                   | 168cm   | しら、いお           | 男役 | 宙組      | 2020年 |                    |
| 白河りり   | しらかわ りり   | 3月31日  | 大阪府東大阪市               | 関西大学北陽中学                 | 163cm   | りんりん             | 娘役 | 月組      |        |                    |
| 莉奈くるみ | りな くるみ     | 3月18日  | 東京都新宿区                 | 十文字高校                       | 162cm   | くるみ、りなくる     | 娘役 | 雪組      |        |                    |
| 栞菜ひまり | かんな ひまり   | 6月2日   | 大阪府八尾市                 | 大阪学芸高校                     | 164cm   | かんな、ひま         | 娘役 | 宙組      | 2023年 |                    |
| 羽玲有華   | はれい ゆか     | 2月15日  | 東京都小金井市               | 市立緑中学                       | 172cm   | れみ、だれみ         | 男役 | 星組      |        |                    |
| 音佳りま   | おとか りま     | 3月17日  | 兵庫県揖保郡                 | 山陽女子中学                     | 169cm   | りま                 | 男役 | 星組      | 2019年 |                    |
| 彩妃花     | あやひ はな     | 7月4日   | 京都府京都市                 | ノートルダム女学院高校           | 165cm   | ハナ                 | 娘役 | 宙組      | 2024年 |                    |
| 海叶あさひ | かいと あさひ   | 12月20日 | 神奈川県相模原市             | 麻布大学附属高校                 | 172cm   | ひー、おぶ           | 男役 | 花組      |        |                    |
| 有愛きい   | ありあ きい     | 4月22日  | 京都府京都市                 | ノートルダム女学院高校           | 164cm   | なみ、ありあ         | 娘役 | 宙組      | 2023年 | 双子の妹は一禾あお |
| 亜音有星   | あのん ゆうせい | 2月14日  | 佐賀県佐賀市                 | 市立大和中学                     | 173cm   | ユキノ、ぴろ         | 男役 | 宙組      |        | 姉は蒼舞咲歩       |
| 二葉ゆゆ   | ふたば ゆゆ     | 2月26日  | 兵庫県丹波市                 | 市立青垣中学                     | 162cm   | ゆゆ                 | 娘役 | 花組→宙組 |        |                    |
| 瑠皇りあ   | るおう りあ     | 10月1日  | 大阪府吹田市                 | 梅花高校                         | 169cm   | さっさ、ルオリア     | 男役 | 月組      |        |                    |
| 瑛美花れな | えみか れな     | 5月27日  | 東京都大田区                 | 聖ドミニコ学園高校               | 164cm   | たるたる、えれ       | 娘役 | 星組      | 2023年 |                    |
| 爽悠季     | そう ゆうき     | 4月27日  | アメリカ合衆国ニューヨーク州 | Paul D.Schreiber High School     | 172cm   | かっつー             | 男役 | 月組      |        |                    |
| 琴美くらら | ことみ くらら   | 6月3日   | 埼玉県新座市                 | 県立芸術総合高校                 | 163cm   | ことみく             | 娘役 | 花組      |        |                    |
| 颯美汐紗   | はやみ しおさ   | 11月1日  | 大阪府大阪市                 | 府立市岡高校                     | 169cm   | やすは               | 男役 | 花組      |        |                    |
| 紗蘭令愛   | さらん れいあ   | 12月22日 | 東京都荒川区                 | 立教女学院高校                   | 173.5cm | さらん、れいあ       | 男役 | 雪組      |        | 妹は世奈未蘭       |
| まのあ澪   | まのあ みお     | 2月24日  | 兵庫県宝塚市                 | 雲雀丘学園高校                   | 162cm   | ケイティー           | 娘役 | 月組      | 2024年 |                    |
| なつ颯都   | なつ はやと     | 11月8日  | 埼玉県川口市                 | 市立青木中学                     | 175cm   | なっつん             | 男役 | 宙組      | 2020年 |                    |
| あまの輝耶 | あまの かぐや   | 4月14日  | 大阪府大阪市                 | 追手門学院大手前中学             | 164.5cm | かぐや               | 娘役 | 月組      | 2021年 |                    |
| 毬矢ソナタ | まりや そなた   | 11月10日 | 兵庫県神戸市                 | 神戸龍谷高校                     | 172cm   | きょんきょん         | 男役 | 月組      |        |                    |
| 琉稀みうさ | るき みうさ     | 2月24日  | 千葉県習志野市               | 昭和学院高校                     | 172cm   | ミウ                 | 男役 | 宙組      | 2023年 |                    |
| 孔雅といろ | こうが といろ   | 5月17日  | 東京都足立区                 | 青森山田高校                     | 173cm   | まっくす             | 男役 | 星組      | 2019年 |                    |